# Усман аль-Мансур
Аль-Малік аль-Мансур Фахр ад-Дін Усман ібн Джакмак (араб. فخر الدين عثمان بن جقمق) — мамелюкський султан Єгипту з династії Бурджитів.

## Життєпис
Син султана Джакмака і грецької наложниці Хованд Захри. Після смерті батька у 1453 році посів трон. Був жорстоким, дурним і жадібним правителем. 12 березня 1453 року почалися вуличні бої серед мамлюків, внаслідок чого Цитадель захопив емір Інал та його союзники з дому Бакрука. 
Вже 15 березня мамлюки усунули Усмана та проголосили султаном еміра Інала. 9 квітня його ув'язнили в Александрії до правління Хушкадама. Пізніше він повернувся до Каїра за часів правління Кайтбея, який був мамлюком Джакмака. У 1469 році він вирушив у хадж до Мекки. Потім він мешкав у Дам'єтті та вивчав фікг. Усман помер у 1484 році в Дам'єтті та пізніше був похований разом зі своїм батьком у Каїрі.